# Otodentales Syndrom
Ein Otodentales Syndrom ist eine sehr seltene, zur Ektodermalen Dysplasie zu zählende angeborene Erkrankung mit den Hauptmerkmalen abnormer Zahnkronen,  erheblich vergrößerte Eck- und Backenzähne und sensoneuralem Hörverlust.
Synonyme sind:  Otodentale Dysplasie; Oto-dentales Syndrom; Oto-dentale Dysplasie; Globodontie
Die Erstbeschreibung stammt aus dem Jahre 1975 durch die US-amerikanischen Humangenetiker Stefan Levin, Ronald Jorgenson und Roger Cook.

## Verbreitung
Die Häufigkeit wird mit unter 1 zu 1.000.000 angegeben, bislang wurden etwa 10 Familien beschrieben. Die Vererbung erfolgt autosomal-dominant.

## Ursache
Der Erkrankung liegen teilweise Mutationen im FGF3-Gen m Chromosom 11 Genort q13 oder im FADD-Gen am Genort q13.3 zugrunde.

## Klinische Erscheinungen
Klinische Kriterien sind:
- große Zähne mit plumpen Zahnkronen (Globodontie), eventuell Taurodontie[1], Höckerverschmelzung, verspäteter Durchbruch der Milchzähne
- fehlende Prämolaren in 50 %
- sensoneuraler Hörverlust

## Diagnose
Die Diagnose ergibt sich aus den Zahnbefunden, eine Sicherung kann molekulargenetisch erfolgen.

## Heilungsaussicht
Die funktionale Prognose ist bei entsprechender Zahnbehandlung und Anpassung von Hörgeräten gut.